# Scienza computazionale
Una scienza computazionale è un qualsiasi ramo delle scienze matematiche, fisiche, chimiche e naturali che utilizza le potenze di calcolo dei più recenti calcolatori al fine di risolvere problemi inaccessibili per i tempi e le modalità di calcolo umani.
Solitamente gli studi effettuati tramite computer vengono denominati "in silico" (da silicio, componente principale dei wafer utilizzati nella realizzazione dei microprocessori) per differenziarli da altri metodi di analisi scientifica come "in vitro" e "in vivo". Lo sviluppo dei metodi computazionali ha dato un notevole slancio alla ricerca anche grazie allo sviluppo delle tecnologie informatiche in grado di offrire calcolatori sempre più potenti.

## Scienze computazionali principali
- Sistema di algebra computazionale
- Apprendimento automatico
- Bioinformatica
- Fisica computazionale
- Chimica computazionale
- Linguistica computazionale
- Matematica applicata
- Fluidodinamica computazionale
- Archeologia computazionale
- Teoria della computazione
- Teoria della complessità computazionale

## Fonti
https://it.knowledgr.com/00706567/ScienzaComputazionale
https://www.treccani.it/enciclopedia/computazionale/
https://techcamp.polimi.it/pensiero-computazionale-significato/
https://www.uniroma3.it/corsi/dipartimento-di-matematica-e-fisica/lm/2018-2019/scienze-computazionali-0580707304100003/